# U 2371
U 2371 war ein im Zweiten Weltkrieg eingesetztes U-Boot vom Typ XXIII der Kriegsmarine. Es wurde am 24. April 1945 in Dienst gestellt und bis zur Selbstversenkung als Ausbildungsboot eingesetzt.

## Geschichte
U 2371 wurde als Ausbildungsboot der 4. U-Flottille in Stettin zugeordnet, verließ jedoch nie den Hamburger Hafen. Das Boot wurde am 3. Mai 1945 um 2:00 Uhr früh von der Besatzung selbst versenkt. Das Wrack wurde nach Kriegsende abgebrochen.

## Besatzung
Der letzte Kommandant, Oberleutnant zur See Johannes Kühne, diente vorher auf U 387. Zur Besatzung von U 2371 gehörten, neben dem Kommandanten, unter anderem Wilhelm Boltenhagen, Kurt Gumm, Harald Hormes und Walter König.